# Catocala suecica
Catocala suecica là một loài bướm đêm trong họ Erebidae.